# The Gay Caballero (1932)
The Gay Caballero is een Amerikaanse western uit 1932 onder regie van Alfred L. Werker. Destijds werd de film in Nederland uitgebracht onder de titel De schrik van Mexico.

## Verhaal
Ted Radcliffe gaat een boerderij leiden, die hij van zijn vader heeft geërfd. Hij ontmoet er Bob Harkness, die als El Coyote strijd voert tegen de veedief Don Paco. Ted besluit hem te helpen, maar hij wordt ook verliefd op Adela, de dochter van Don Paco.

## Rolverdeling
| Acteur              | Personage                    |
| ------------------- | ---------------------------- |
| George O'Brien      | Ted Radcliffe                |
| Victor McLaglen     | Don Bob Harkness / El Coyote |
| Conchita Montenegro | Adela O'Brien Morales        |
| Linda Watkins       | Ann Grey                     |
| C. Henry Gordon     | Don Paco Morales             |
| Weldon Heyburn      | Jito                         |
| Martin Garralaga    | Manuel                       |
| Willard Robertson   | Majoor Lawrence Blount       |
| Juan Torena         | Juan Rodrigues               |
| Al Ernest Garcia    | Bandiet                      |